# داش‌بلاغ (کلبجر)
داش‌بلاغ (ترکی آذربایجانی: Daşbulaq) یک منطقهٔ مسکونی در جمهوری آرتساخ است که در استان شاهومیان واقع شده‌است.